# Kreolski jezici
Kreolski jezici su jezici kojima se služe različiti kreolski narodi na područjima nekadašnjih kolonija i današnjih nesamostalnih teritorija. Temelje se na jezicima kolonijalne zemlje kao što su francuski (11), španjolski (2 jezika), portugalski (13) i engleski (31), arapski (3), afrikaans (2), nizozemski (5), njemački (1) i nastaju nativizacijom pidžina, postajući time nacionalnim jezicima. Rjeđe nastaju na nekim drugim domorodačkim jezicima: tetun (1), malajski (4), Ngbandi (2), Swahili (1), Kongo (2), hindi (1), 
Glavna razlika izmneđu kreolskog i pidžina (kontaktnog jezika) je u tome što pidžin služi za komunikaciju između pripadnika različitih jezika i obično u sebi sadržavaju prilagođene riječi iz nekoliko jezika, odnosno one skupine ljudi koji iz nekog razloga dolaze u međusobni kontakt, obično je to trgovina. 
Kreolski jezici nastaju procesom nativizacije kontaktnog jezika a osnovni temelji računaju se danas poglavito na nekom jeziku iz Starog svijeta, kao što su engleski, portugalski ili neki drugi.

## O kreolskim jezicima
Leksika tih jezika, obično deformirana, leksika je nametnutog jezika osvajača. Sintaksa više liči leksiku drugih kreolskih jezika nego jeziku "majke".
Radnici (robovi) dovedeni na plantaže na Karibima moraju pričati jezikom kolonijalne sile (engleski, francuski, španjolski). Među sobom koriste leksiku jezika kolonizatora i sintaksu, fonetiku i morfologiju svoga jezika.
Nakon što se smjeni više generacija, kreolski postaje maternjim jezikom.

## Popis kreolskih jezika
Svojevremeno priznato (86); po novijim podacima 82 jezika.
afroseminolski kreolski, andamanski kreolski, angolar, antigvanski kreoski, aukan, baba (baba malajski), Babalia kreolski arapski, bahamski kreolski, bajan, banda malajski, bende (san andrés kreolski), berbice kreolski nizozemski, betawi, bislama, cafundo kreolski, chavacano, cutchi-swahili, fa d'ambu, Fernando Po kreolski engleski, gijanski kreolski, gornjogvinejski crioulo (kiryol), grenadski kreolski engleski, gullah, gvadalupski kreolski (kreyol), gvajanski kreolski, Haićanski kreolski, havajski kreolski, indoportugalski, Jamajčanski kreolski engleski, kabuverdianu, kamerunski pidžin, karipúna kreolski (crioulo), kikongo-kutuba, korlai kreolski, krio, kriol (belize kriol), kupang malajski, kwinti, lujzijanski kreolski, lun'gwiye, makaoski kreolski portugalski, malački kreolski malajski (chitties kreolski), manado malajski, morisyen, munukutuba (kikoongo), naga pidžin, negerhollands, ngatički muškarački kreolski, nigerijski pidžin, nikaragvanski kreolski, nubi, oorlams, palenquero, papia kristang (malački kreolski portugalski), papiamentu, peranakan indonezijski, petjo, pijin (solomonski pidžin), réunionski kreolski, riverain sango, roper-bamyili kreolski (kriol), san miguel kreolski, sango, sãotomense, saramaccan, seselwa kreolski (sejšelski kreolski), skepi kreolski nizozemski, sranan, sudanski kreolski, svetolucijski kreolski, šrilankanski kreolski, tayo, ternateño, tetun dili, timorski pidžin, tobagoški kreolski engleski, tok pisin, torres strait kreolski, trinidadski kreolski, tsotsitaal, turks i caicos kreolski engleski, unserdeutsch, vincentski kreolski, virgin islands kreolski (Djevičanskootočni kreolski); nekad klasificirani u kreolske: malayu ambonski (ambong) [abs], 
Izgubli status jezika: amapá kreolski,

## Jezične skupine
A Kreolski jezici temeljeni na afrikaansu (2): oorlams [oor] (Južnoafrička Republika); tsotsitaal [fly] (Južnoafrička Republika)
B Kreolski jezici temeljeni na arapskom  (3): Babalia kreolski arapski [bbz] (Čad); Sudanski kreolski arapski [pga] (Sudan); nubi [kcn] (Uganda)
C Kreolski jezici temeljeni na asamskom (1): naga pidžin [nag] (Indija).
DKreolski temeljeni na engleskom  (31 ili 32) 
d1 Atlantski (23):
a. istočni (12):
a1. sjeverni (3): Afroseminolski kreolski [afs] (SAD); Bahamski kreolski engleski [bah] (Bahami); gullah [gul] (United States)
a2. južni (8): Kokoy kreolski engleski [aig] (Antigva i Barbuda); bajan [bjs] (Barbados); grenadski kreolski engleski [gcl] (Grenada); Gvajanski kreolski [gyn] (Gvajana); tobagoški kreolski engleski [tgh] (Trinidad i Tobago); trinidadski kreolski engleski [trf] (Trinidad i Tobago); vincentski kreolski engleski [svc] (Sveti Vincent i Grenadini); djevičanskootočni kreolski engleski [vic] (Američki Djevičanski otoci)
a3. turks i caicos kreolski engleski [tch] (Turks i Caicos)
b. Krio (4): Fernando Po kreolski engleski [fpe] (Equatorial Guinea); krio [kri] (Sijera Leone); kamerunski pidžin [wes] (Kamerun); nigerijski pidžin [pcm] (Nigerija)
c. Surinamski (3):
c1. Ndyuka (2): aukan [djk] (Surinam); kwinti [kww] (Surinam)
c2. Sranan [srn] (Surinam)
d. Zapadni (4): Belizejski kriol engleski [bzj] (Belize); bende [icr] (Kolumbija); Jamajčanski kreolski engleski [jam] (Jamaica); Nikaragvanski kreolski engleski [bzk] (Nikaragva)
d2. Pacifički (7; ili 8):
a. Melanezijski (1): pijin [pis] (Solomonski otoci)
b. Hawai’i Creole English [hwc] (United States); kriol [rop] (Australija); Ngatički muškarački kreolski [ngm] (Mikronezija); pitkernski [pih] (Norfolk Island); tok pisin [tpi] (Papua Nova Gvineja); torres strait kreolski [tcs] (Australija)
Saramaccan [srm] (Surinam)
Bislama [bis] (Vanuatu)
E Kreolski jezici temeljeni na francuskom jeziku (11): svetolucijski kreolski francuski [acf] (Sveta Lucija); gvajanski kreolski francuski [gcr] (Francuska Gijana); haićanski [hat] (Haiti); Karipúna kreolski francuski [kmv] (Brazil); lujzijanski kreolski francuski [lou] (SAD); gvadalupski kreolski francuski [gcf] (Guadeloupe); Mauricijski kreolski [mfe] (Mauricijus); Réunionski kreolski francuski [rcf] (Réunion); San Miguel kreolski francuski [scf] (Panama); Sejšelski kreolski [crs] (Sejšeli); tayo [cks] (Nova Kaledonija)
F Kreolski jezici temeljeni na hinduskom (1): Andamanski kreolski Hinduski [hca] (Indija)
G Kreolski jezici jezici temeljeni na iberskom (1): papiamentu [pap] (Nizozemski Antili)
H Kreolski jezici temeljeni na kongu (2): kituba [ktu] (Demokratska republika Kongo); kituba [mkw] (Kongo)
I Kreolski jezici temeljeni na malajskom (4): Peranakan indonezijski [pea] (Indonezija (Java i Bali)); malački kreolski malajski [ccm] (Malezija (poluotočna)); baba malajski [mbf] (Singapur); šrilankanski kreolski malajski [sci] (Šri Lanka); Nekad klasificirani u kreolske: Ambonski malajski
J Kreolski jezici temeljeni na Ngbandiju (2): sango [sag] (Srednjoafrička republika); riverain sango [snj] (Srednjoafrička republika)
K Kreolski jezici temeljeni na nizozemskom (5): Berbice kreolski nizozemski [brc] (Gvajana); javindo [jvd] (Indonezija (Java i Bali)); negerhollands [dcr] (Američki Djevičanski Otoci); petjo [pey] (Indonezija (Java i Bali)); Skepi kreolski nizozemski [skw] (Gvajana)
L Kreolski jezici temeljeni na njemačkom jeziku (1): unserdeutsch [uln] (Papua Nova Gvineja)
M Kreolski jezici temeljeni na portugalskom (13): angolar [aoa] (São Tomé i Príncipe); Cafundo kreolski [ccd] (Brazil); gornjogvinejski Crioulo [pov] (Guinea-Bissau); Fa D’ambu [fab] (Ekvatorijalna Gvineja); indoportugalski [idb] (Indija); Kabuverdianu [kea] (zelenortski otoci); Korlai kreolski portugalski [vkp] (Indija); makaoski kreolski portugalski [mzs] (Kina); malački kreolski portugalski [mcm] (Malezija (poluotočna)); timorski pidžin [tvy] (istočni Timor); Lun’gwiye jezik [pre] (São Tomé i Príncipe); Saotomanski [cri] (São Tomé i Príncipe); ternateño [tmg] (Indonezija (Maluku))
N Kreolski jezici temeljeni na španjolskom (2): Chavacano [cbk] (Filipini); palenquero [pln] (Kolumbija)
O Kreolski jezici temeljeni na svahiliju (1): cutchi-swahili [ccl] (Kenija)
P Kreolski jezici temeljeni na tetunu (1): tetun dili [tdt] (Istočni Timor)

## Vanjske poveznice
- Ethnologue  (14th)
- Ethnologue (15th)
- subtree for Creole  Arhivirana inačica izvorne stranice od 8. ožujka 2012. (Wayback Machine)
- Lenguas Criollas